# Estación de Can Rigal
Can Rigal es una estación de las líneas T1, T2 y T3 del Trambaix. Está situada sobre la Carretera de Collblanc, en Hospitalet de Llobregat, a 5 minutos a pie de la estación de Pubilla Cases de la línea 5 del Metro de Barcelona. Esta estación se inauguró el 3 de abril de 2004.
- Datos: Q5402497